# Rhagonycha walteri
Rhagonycha walteri es una especie de coleóptero de la familia Cantharidae.

## Distribución geográfica
Habita en Turquía.